# Pietro Thouar
Pietro Thouar (Firenze, 23 ottobre 1809 – Firenze, 1º giugno 1861) è stato uno scrittore italiano.

## Biografia
Dopo un primo impiego come correttore di bozze presso la tipografia di Vincenzo Batelli, nel 1832 Thouar inizia a collaborare alla rivista Il nipote di Sesto Caio Baccelli, con stornelli, poesie, bozzetti. Nel 1834 comincia a pubblicare, anonimo, il Giornale dei fanciulli; nel 1847 fonda con Mariano Cellini il Catechismo politico o Giornaletto dei popolani. Nel 1848 è nominato direttore della Pia Casa di Lavoro di Montedomini, e nel 1860 ottiene la direzione della prima scuola magistrale maschile di Firenze. Affiliato alla Giovine Italia, si accosta successivamente al partito moderato; nel 1849 è eletto alla Costituente della Repubblica Romana ma rinuncia al mandato; accetta invece la deputazione all'Assemblea toscana del 1859.
Thouar diverrà celebre soprattutto per i suoi racconti, destinati al pubblico della scuola, pubblicati a partire dai primi anni trenta e poi riuniti in raccolte uscite dagli anni quaranta in poi, con numerosissime edizioni e titoli, tra i quali: Racconti per fanciulli, Racconti in dialogo, Racconti per giovinetti, Racconti popolari, Nuovi racconti offerti alla gioventù italiana, Saggio di racconti offerti ai giovinetti italiani. Per lo più raccontano storie di fanciulli esemplari e infallibilmente premiati. Il protagonista, quasi sempre orfano in tenera età, grazie a una commovente dedizione per lo studio e il lavoro viene accettato e stimato dalla società e trova così la propria realizzazione.

## Curiosità
- Nelle Avventure di Pinocchio, durante la lite tra i cattivi compagni del burattino, i discoli scagliano in mare, insieme ad altri libri, anche i racconti del Thouar.